# Áurea de Ostia
Áurea o Aura, en griego clásico Chryse, (? - Ostia, siglo III), fue una mártir cristiana venerada como santa por la Iglesia Católica y como patrona de Ostia.

## Biografía
De acuerdo con un estudioso, si bien las actas de santa Áurea son una ficción pía, fue una auténtica mártir, a la que se dedicó en Ostia un culto muy temprano.
Según la tradición, fue martirizada a mitad de siglo III, bien durante el reinado de Claudio II o del de Treboniano Galo. De sangre real o noble, a Áurea la exiliaron, por ser cristiana, de Roma a Ostia. En Ostia vivía en una finca extramuros. Mantenía contactos con los cristianos del lugar, entre los que estaba Ciriaco,  obispo de Ostia .
Se le atribuyen milagros durante su estancia en Ostia. Cuentan cómo un prisionero cristiano llamado Censorinus, tras haber sido confortado por Áurea, vio cómo se aflojaban las cadenas que lo sujetaban. Diecisiete soldados  se convitieron al cristianismo tras este milagro, los cuales fueron, más tarde, decapitados cerca del Arco de Caracalla de Ostia. Otra leyenda afirma que Áurea y sus amigos devolvieron a la vida al hijo muerto de un zapatero.
Ulpius Romulus ajustició a los amigos de Áurea y a ella la torturó. Cuando Áurea rechazó hacer sacrificios a los dioses romanos, fue arrojada al mar con una piedra atada al cuello.

## Veneración
Según la tradición, Áurea fue enterrada en su finca de Ostia. La Basílica de Santa Áurea creció en torno a su tumba. La iglesia fue reconstruida en el siglo XV.
Un fragmento de la inscripción, descubierto en 1981 cerca de la basílica, fue trasladado al castillo del papa Julio II, en Ostia. En él se lee CHRYSE HIC DORM[IT]. («Chryse duerme aquí»). De acuerdo con un estudioso, podría ser su inscripción funeraria original, aunque también podría haber sido puesta más tarde.
En 1950, se descubrió una columna de mármol, tal vez del siglo V, cerca de la misma iglesia. En ella se puede leer: S.AVR.
Se celebra su festividad el 24 de agosto  y el 20 de mayo.